# Машина
Машина или строј је скуп делова повезаних у једну логичну целину с циљем извођења одређене операције. Операција је најнижи сегмент обраде, док је обрада један сегмент у технологији.
Научна дефиниција машине је да је машина свака направа која преноси или претвара енергију, или направа за повећање вредности силе, измену правца деловања силе или повећања брзине којом се обавља неки рад. У свакодневном животу значење се усталило за направе, које имају најмање један помични део, а које помажу или изводе неки рад. Машине с једне стране захтевају један вид улазне енергије, да би на излазу дали неки други вид енергије, најчешће у облику механичког рада. Направе без покретних делова се називају алатима, а не машинама. Људи су употребљавали разне машине још пре него што су знали писати. Оне су им помагале у свакодневном животу смањујући количину силе потребне да обави неки рад.

## Етимологија
Машина је реч која је изведена из грчке речи (дорске грч. μαχανά, јонске μηχανή mekhane „мајсторија, машина, мотор“, деривације из μῆχος mekhos „средство, целисходан, решење“). Реч механички има исте грчке корене. Међутим, древни Грци су вероватно позајмили реч mekhane из древног Хибру језика. Реч Mekhonot множина и Mekhona једнина се помињу у Хибру библији - Тори; ти Mekhonot су били десет контрапција на четири точка које су стајале у Светом храму Јерусалима, коју је изградио краљ Соломон - (2 Chronicles 4:14). Антички Грци су били упознати са Хибру списима и језиком, и често су позајмљивали речи и термине.
Шире значење „тканина, структура“ се налази у класичном латинском, али не у гркој примени. То значење је присутно у касном средњовековном француском, и адаптирано је из француског у енглески током средине 16. века.
У 17. веку, реч би такође могла значити план или сплетка, значење сад изражено изведеном речи махинација. Модерно значење се развило из специјализоване примене термина на сценске машине кориштене у позоришту и на војне опсадне машине, током касног 16. и раног 17. века.  приписује формално, модерно значење Џон Харисовом Lexicon Technicum (1704), у коме стоји:
Машина или мотор, у механици, је било шта са довољно снаге да било подигне или заустави кретање тела ... Једноставне машине се обично сматрају шестимбројним, viz.баlance, полуга, котур, точак, клин и завртањ ... Сложене машине или мотори су безбројни.

## Историја
Током своје историје људи су почели да користе основне машине врло рано, што им је омогућило да обављају рад за који је потребна снага већа од снаге људских мишића. Даљи развој машина био је условљен потребом за још већом снагом, или потребом да се одређена снага примењује дуже времена. Да би се то омогућило, употребљени су тада доступни и познати извори енергије. То је била енергија природних сила, тј. енергија ветра и воде. Примена ветрењача за натапање и друге намене, и водених млинова на рекама, додатно је поспешила развој и олакшала живот. У седамнаестом веку започиње се с применом претварања енергије из угља и дрва у рад уз помоћ парних машина. Наставак је била израда мотора са унутрашњим сагоревање и електромотора.
Вероватно најстарији пример алата који је човек направио с циљем усмеравања снаге је ручни клин, направљен обликовањем кремена да би формирао клин. Клин је једноставна машина којом се трансформише латерална сила и кретање алата у попречну раздвајајућу силу и кретање радног комада.
Идеја једноставне машине потиче од грчког филозофа Архимеда из 3. века п. н. е, који је студирао Архимеданске једноставне машине: полугу, чекрк, и вијак. Он је открио принцип механичке предности код полуге. Каснији грчки филозофи су дефинисали класичних пет једноставних машина (укључујући косину) и успешно су грубо израчунали њихове механичке предности. Херон од Александрије (ca. 10–75 године) у својој књизи Механика наводи пет механизама који могу да „покрену терет”; полуга, мотовило, чекрк, клин, и вијак, и описује њихову израду и употребу. Међутим, грчко разумевање је било ограничено на статику (баланс сила) и није обухватало динамику (компромис између силе и удаљености) или концепт рада.
Током ренесансе динамика механичких сила, како су једноставне машине називане, почела се проучавати са становишта количине корисног рада који се може обавити, што је временом довело до концепта механичког рада. Године 1586. фламански инжењер Симон Стевин извео је механичку предност косине, и она је била уврштена међу друге једноставне машине. Комплетну динамичку теорију једноставних машина је обрадио италијански научник Галилео Галилеј у свом раду из 1600. године Le Meccaniche („О механици”). Он је први разумео да једноставне машине не стварају енергију, већ да је једноставно трансформишу.
Класична правила клизног трења код машина је открио Леонардо да Винчи (1452–1519), мада је то остало необјављено у његовим списима. Ова правила је поновно открио Гијом Амонтон (1699), а даље их је развио Шарл-Огистен де Кулон (1785).
Џејмс Ват је патентирао своју везу паралелног кретања 1782. године, која је учинила двоструко делујућу парну машину практичном. Болтон и Ватова парна машина и каснији дизајни су нашли примену у парним локомотивама, паробродима, и фабрикама.
Индустријска револуција је била период од 1750 до 1850 током кога су промене у пољопривреди, производњи, рударству, транспорту, и технологији имале дубок утицај на друштвене, економске и културне услове тог времена. Почела је у Уједињеном Краљевству, и затим се накнадно раширила широм западне Европе, Северне Америке, Јапана, и коначно остатка света.
Почевши од касног 18. века, почела је транзиција делова британске економије базиране на мануелном раду и радним животињама ка машинско базираној производњи. Процес је почео са механизацијом текстилних индустрија, развојем техника металургије гвожђа и повећаном употребом рафинираног угља.

## Подела
Машине се генерално могу поделити на основне или једноставне машине и на сложене или комплексне машине.

### Једноставне машине
Једноставне машине су у ствари разни алати или направе које су повећавале однос уложене и добијене силе. Они су омогућили човеку да обави радове који су захтевали снагу која је била већа од његове, тј. омогућили су искоришћавање снаге ветра, снаге воде, и снаге горивих материја. Без њих био је незамислив напредак, а човек би још увек био на примитивном степену развоја. Једноставне направе су: стрма раван, точак и осовина, полуга.
Идеја да се машине могу разложити у једноставне покретне елементе навела је Архимеда да дефинише полугу, чекрк и вијак као једноставне машине. До времена ренесансе ова листа је увећана и обухватала је точак и осовину, клин и косу раван. Медеран приступ карактерисању машина има фокус на компонентама које омогућавају кретање, познатим као зглобови.
Клин (ручна секира): Вероватно најранији пример уређаја дизајнираног за управљање силом је ручна секира. Рани ручни клинови су били направљени од клесаног камена, генерално кремена, чиме се формирала двострука ивица, или клин. Клин је једноставна машина која трансформише латералну силу и кретање алата у трансверзалну расцепљујућу силу и кретање радног комада. Доступна снага је ограничена снагом особе која користи алат, али пошто је снага производ силе и кретања, клин појачава силу редуковањем кретања. Ово појачање, или механичка предност је однос улазне брзине и излазне брзине. За клин то је дато са 1/tanα, где је α угао врха. Лица клинова су моделована као праве линије како би се формирао клизни или призматични зглоб.
Полуга: Полуга је још један важан и једноставан алат за управљање снагом. То је тело које има ослонац. Пошто је брзина тачке удаљеније од ослонца већа од брзине тачке близу њега, силе примењене далеко од ослонца се појачавају у његовој близини за асоцирано смањење брзине. Ако је a растојање од ослонца до тачке где се примењује улазна сила и b растојање до тачке где се примењује излазна сила, онда је a/b механичка предност полуге. Ослонац полуге се моделује као зглобни или окретни зглоб.
Точак: Точак је једна важна рана машина, која се користила на пример као компонента кочија. Точак користи закон полуге за редуковање силе неопходне за превазилажење трења при вучи терета. Да би се ово разумело треба имати на уму да је трење асоцирано са вучом терета по земљи приближно једнако трењу у једноставном лежају који подржава терет на осовини точка. Међутим, точак формира полугу која увећава вучну силу тако да превазилази отпор трења у лежају.
Класификацију једноставних машина ради пружања стратегије за дизајн нових машина је развио Франц Рело, који је сакупио и изучио преко 800 елементарних машина. Он је увидео да се класичне једноставне машине могу раздвојити на полугу, чекрк и точак са осовином који су формирани телом које ротира око зглоба, и нагнутом равни, клином и вијком који су слично блок који клизи на равној површини.
Једноставне машине су елементарни примери кинематичких ланаца или веза који се се користе за моделовање механичких система у опсегу од парне машине до роботских манипулатора. Лежаји који чине ослонац полуге и који омогућавају точку и осовини и чекрку да ротирају су примери кинематичког пара званог зглобни састав. Слично томе, равна површина нагнуте равни и клин су примери кинематичког пара званог клизни спој. Вијак се обично сматра засебним кинематичким паром који се назива спирални спој.
Ова реализација показује да су зглобови или везе које омогућавају кретање, примарни елементи машине. Полазећи од четири типа спојева, ротационим зглобом, клизним спојем, брегастим зглобом и зупчаником, и сродним спојницама као што су каблови и појасеви, могуће је разумети машине као склопове чврстих делова који повезују зглобне компоненте у механизам .
Две полуге, или ручице, су комбиноване у планарну четворокраку везу везивањем зглобова којима се повезује излаз једног крака са улазом другог. Додатне везе се могу додати да се формира шестокрака веза или у серију којом се формира робот.

### Комплексне машине
Комплексна машина се може дефинисати као спој две или више једноставне машине. Док је једноставна машина омогућила да се обави више разних радњи, комплексне машине су направљени с задатком да обављају тачно одређене послове.
Један од првих машинских механизама је систем два зупчаника различитих величина који се налазе у захвату. Окретање једног узрокује окретање другог зупчаника, али различитом брзином и различитом снагом. Уметањем ланца између два зупчаника добије се још мало сложенији механизам. Принцип рада два зупчаника и ланчаног преноса је исти, само што се ланчаним преносом повећава раздаљина осовина на којима се преноси сила. Како су зупчаници или ланчаници различите величине и различитог броја зубаца, тако су различите и њихове брзине окретања. Мањи зупчаник или ланчаник ће се окренути цели круг, а већи само део. Сила на осовини мањег зупчаника (ланчаника) ће бити мања од силе на већем, и то сразмерно односу промене брзине обртања. Додавањем зупчасте летве зупчаницима, претвара се кружно кретање осовине у праволинијско. Коришћењем зупчаника с косим озубљењем може се праволинијско кретање усмеравати по угловима. Овај принцип се употребљава код израде сатова, ванбродских мотора, код железница,...

## Механички системи
Модерне машине су системи који се састоје од (i) извора напајања и покретача који генеришу силе и моменат, (ii) система механизама који обликују покретачки инпут ради остваривања специфичне примене излазних сила и кретања, (iii) контролера са сензорима који пореде излаз са перформансним циљем и затим усмеравају улазни погон, и (iv) интерфејс за оператера који се састоји од ручица, прекидача и дисплеја.
Ово се може видети на Ватовом парном мотору (погледајте илустрацију) у коме се покретачки погон пружа енергија ширења паре чиме се покреће клип. Ходајуће вратило, спојница и зглоб трансформишу линеарно кретање клипа у ротацију излазног котура. Коначно, ротацијом котура се подешава пловак који контролише вентил за довод паре у цилиндар клипа.
Придев „механички” се односи на вештину практичне примене уметности или науке, као и везан за или узрокован кретањем, физичким силама, својствима или агенсима као што се остварује механиком. Слично томе Меријам-Вебстеров речник дефинише „механички” као нешто што се односи на машинерију или алате.
Проток енергије кроз машину пружа начин разумевања перформанси уређаја који се крећу од полуге и зупчаника до аутомобила и роботских система. Немачки механичар Франц Рело је написао, „машина је комбинација отпорних тела која су уређена тако да се путем њих механичке силе природе могу приморати да врше рад праћен извесним заданим кретањем”. Треба имати у виду да се силе и кретање комбинују да би се дефинисала снага.
Недавно су, Uicker et al. изјавили да је машина „уређај за примену снаге или промену њеног смера”. Макарти и Сох су описали машину као систем који се „генерално састоји од извора напајања и механизма за контролисану употребу те снаге”.

## Извори напајања
Људски и животињски рад су били оригинални извор напајања за ране машине. Природне силе као што су ветар и вода су напајали веће механичке системе.
Воденично коло: Воденична кола су се појавила широм света у периоду око 300. п. н. е. да би се употребио проток воде за генерисање ротационог кретања, које је кориштено за млевење житарица, сечење грађе и вршење низа машинских и текстилних операција. Модерне водене турбине користе воду која протиче кроз брану за погон електричних генератора.
Ветрењача: Ране ветрењаче су користиле снагу ветра за генерисање ротационог кретања које је кориштено у млинским операцијама. Модерни ветрогенератори покрећу електричне генераторе. Та струја се затим користи за рад мотора који су покретачи механичких система.
Машине: Парна машина користи топлоту за кључање воде унутар посуде под притиском; ширења паре покреће клип или турбину. Овај принцип се може видети код аеолипила Херона од Александрије. Овај приступ је у основи мотора са спољашњим сагоревањем.
Аутомобилска машина се назива мотором са унутрашњим сагоревањем пошто се сагорева гориво (што је егзотермна хемијска реакција) унутар цилиндра и користе се експандирајући гасови за вођење клипа. Млазни мотор користи турбину за компримовање ваздуха који сагорева са горивом тако да долази до његове експанзије кроз млазницу чиме се ствара потисак ваздухоплова. Млазни мотор је такође „мотор са унутрашњим сагоревањем”.
Електране: Топлота ослобођена сагоревањем угља и природног гаса у бојлерима генерише пару која покреће парну турбину и која даље ротира електрични генератор. Нуклеарна електрана користи топлоту из нуклеарног реактора за генерисање паре и електричне снаге. Та снага се дистрибуира широм мреже далековода за индустријску и индивидуалну примену.
Мотори: Електрични мотори користе било наизменичну или једносмерну електричну струју за генерисање ротационог кретања. Електрични сервомотори су покретачи за механичке системе у опсегу од роботских система до модерних ваздухоплова.
Снага флуида: Хидраулички и пнеуматски системи користе електрично вођене пумпе да доводе воду или ваздух у цилиндре ради остваривања линеарног кретања.